# Dunavska komisija
Dunavska komisija je međunarodna organizacija dunavskih zemalja za plovidbu i prijevoz Dunavom.
Cilj organizacije je slobodna plovidba Dunavom i štićenje interesa dunavskih zemalja te stvaranje bližih gospodarskih i kulturnih veza zemalja članica s drugim zemljama. Svaka zemlja članica zadužena je za upravljanje vlastitim dijelom rijeke. Komisija je odgovorna za stvaranje tehničkog i pravnog okvira za plovidbu Dunavom.
Ova organizacije nije isto što i Međunarodna komisija za zaštitu Dunava koja je osnovana 1998. godine, i čiji je glavni cilj zaštita vode i okoliša Dunava.
Svaka zemlja ima jednog predstavnika u komisiji, između kojih se na mandat od tri godine izabiru predsjednik, potpredsjednik i tajnik.
Sjedište organizacije je od 1954. godine u Budimpešti u Mađarskoj. Službeni jezici su njemački, francuski i ruski.

## Zemlje članice
Zemlje članice Dunavske komisije su:
- Njemačka
- Austrija
- Bugarska
- Hrvatska
- Mađarska
- Moldavija
- Rumunjska
- Rusija
- Srbija
- Slovačka
- Ukrajina

## Zemlje promatračice
Zemlje sa statusom promatrača u Dunavskoj komisiji su:
- Francuska
- Turska
- Nizozemska
- Češka

## Povijest
Prva Dunavska komisija je stvorena Pariškim mirovnim sporazumom koji je potpisan 30. ožujka 1856. godine, i kojim je okončan Krimski rat. Ova komisija je trajala do 1938. godine.
Današnja komisija je stvorena konferencijom u Beogradu koja je održana 18. kolovoza 1948. godine. Sporazum su potpisale Bugarska, Mađarska, Rumunjska, Čehoslovačka, Ukrajina, Sovjetski Savez i Jugoslavija, a stupio je na snagu 11. svibnja 1949. godine. Godine 1960. je u komisiju primljena i Austrija, a Njemačka je u komisiju ušla tek 1998. godine, pedeset godina nakon osnivanja. Njenom ranijem članstvu protivio se SSSR.

## Vanjske poveznice
- (njem.)(fr.)(rus.)(engl.) Dunavska komisija